# Robert Rusler
Robert Rusler (ur. 20 września 1965 w Fort Wayne) – amerykański aktor filmowy i telewizyjny.

## Życiorys
Urodził się  w Fort Wayne w stanie Indiana. Wkrótce przeniósł się na Hawaje, gdzie mieszkał na plaży Waikīkī i zaczął surfować i jeździć na deskorolce na półprofesjonalnym poziomie. W młodym wieku jego rodzina przeniosła się do Los Angeles, gdzie rozpoczął karierę w sztukach walki i wziął udział w wielu zawodach. Następnie tuż po ukończeniu liceum, spotkał się ze swoim menadżerem i zaczął brać lekcje aktorstwa w Loft Studio z Peggy Feury i Williamem Traylorem. 
Niedługo potem zagrał swoją pierwszą główną rolę Maksa w młodzieżowej komedii Dziewczyna z komputera (Weird Science, 1985) obok Kelly LeBrock, Anthony'ego Michaela Halla, Roberta Downeya Jr. i Billa Paxtona. Istotną dla rozwoju jego kariery była jednak rola Rona Grady'ego, drugoplanowego bohatera horroru Koszmar z ulicy Wiązów II: Zemsta Freddy’ego (A Nightmare on Elm Street 2: Freddy's Revenge, 1985) u boku Marshalla Bella i Roberta Englunda. 
Późniejsze projekty obejmowały melodramat sensacyjny Thrashin' (1986) z Joshem Brolinem, a także horror komediowy Wamp (Vamp, 1986) z Grace Jones i Billym Drago. W telewizyjnym serialu Babilon 5 (1994) Rusler wcielał się w postać Warrena Keffera. Wystąpił także w grze komputerowej Wing Commander IV: The Price of Freedom jako Seether.
Jest otwarcie biseksualny.